# 张淑芬 (1944年)
張淑芬（英語：Sophie Chang，1944年—），台灣慈善家。配偶為台積電創辦人張忠謀。

## 生平簡介

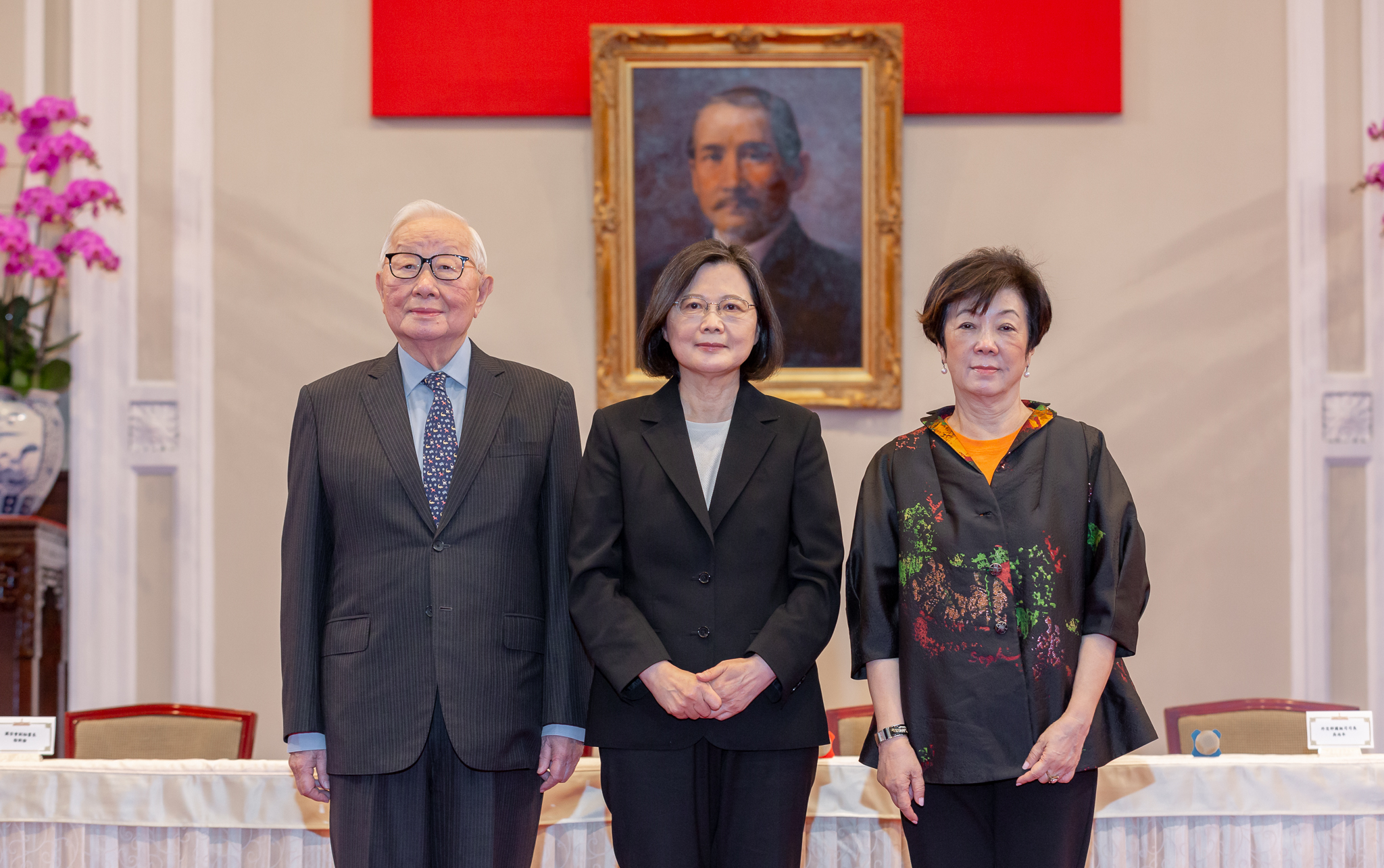
與夫婿張忠謀連袂出席總統府記者會

張淑芬曾任職於工研院，前夫為工研院化工所所長吳丁凱，雙方於1999年離婚。
張淑芬與張忠謀於工研院時期認識，在與前夫離婚後，張淑芬與張忠謀於2001年結婚，兩人現居於台北。張淑芬從事公益活動多年；擔任台積電慈善基金會董事長，台積電文教基金會董事、偉儀社會福利慈善基金會董事長、敦安基金會董事、現代婦女基金會董事。致力於關懷婦女、兒童、獨居老人等社會弱勢，兼及教育、環保、文化美學。
曾獲選台灣知名雜誌Taiwan Tatler百大影響人物，著有《我的成長—真心》、《畫架上的進行式》等書。

## 慈善事業
2011年曾義賣畫作，於2009年八八風災、2014年高雄氣爆、2015年八仙火災、2018年花蓮大地震伸出援手，另建立「愛互聯」志工與醫療平台。

## 著作
| 年份          | 書名           | 出版社   | ISBN               |
| ------------- | -------------- | -------- | ------------------ |
| 2002年7月15日 | 我的成長—真心  | 天下文化 | ISBN 9789864170203 |
| 2010年5月31日 | 畫架上的進行式 | 天下文化 | ISBN 9789862165423 |